# Kepler-5b
Kepler-5b que orbita l'estrella Kepler-5 és un dels primers 5 exoplanetes descoberts per la Missió Kepler, i té un període orbital d'uns 3,5 dies.